# Радован Дамњановић
Радован Раја Дамњановић (Синошевић код Шапца, 29. август 1811 — Гургусовачка кула код Књажевца, 14. март 1858) био је српски политичар и службеник. Дамњановић је био управник београдске вароши, министар финансија и унутрашњих дела и председник Врховног суда земаљског. Учествовао је у Тенкиној завери, због чега је неколико месеци био у затвору, где је и умро пред ослобађање.

## Служба код Јеврема Обреновића
Рођен је 29. августа 1811. у Синошевићу у Шабачком округу. Школу је похађао у родном селу, а затим у манастиру Криваји. У службу Јеврема Обреновића у Шабац, прешао је 1832. године. Када се Јеврем преселио у Београд, са собом је повео Дамњановића, који је касније постао његов секретар. Када је Јевремова кућа 1838. постала главно окупљалиште завереника против кнеза Милоша, тада је руски изасланик Герасим Вашченко ту водио главну реч, а Дамњановић је именован за секретара одбора. Одатле се одржавала веза са осталим присталицама широм Србије. Код Јеврема је службовао све до 1839. године.

## Вучићев секретар
За секретара Томи Вучићу Перишићу је одређен 1839, који је са својом ишао у Крагујевац. Исте године био је у комисији која је по Србију народу тумачила устав, а по повратку је био секретар министра финансија. Разочаран политичким сукобима напустио је Србију 1840. године. Трговао је храном у Сиску и Броду до 1842. године. Томи Вучићу се придружио у Земуну августа 1842. и следио га преко Панчева и Смедерева, све до његовог похода на Крагујевац. Вучић је у Крагујевцу преузео војску и започео успешну побуну против кнеза Милоша. Дамњановић је цело време био Вучићев секретар.

## Министар унутрашњих дела
Када је Александар Карађорђевић изабран за новог кнеза 1842, Дамњановић је постао главни благајник министарства финансија. Међутим, није прихватио те дужности, него је уместо тога вршио дужност управника београдске вароши све до краја 1844. године. Након тога постављен је за помоћника министар унутрашњих дела. Био је министар финансија од 1847. до 1848. године. Током 1848. поново је помоћник министра правде и просвете. Председник Врховног суда земаљског постао је 1855, а онда је постао члан Државног савета. Поново је постао министар унутрашњих дела од 28. децембра 1855. до 28. септембра 1856. године. Када је министарски мандат окончан 1856. поново је постао члан Државног савета. Био је у браку са ћерком Мише Анастасијевића. Због богатства таста, живео је на високој нози, тако да је организовао балове, који би се касније препричавали. Био је веома амбициозан, а у високом друштву је настао да буде што популарнији.

## Тенкина завера
У Тенкину заверу против кнеза били су уплетени Стефан Стефановић Тенка, Цветко Рајовић и још тројица саветника: Паун Јанковић, Павле Станишић и Дамњановић. Сковали су заверу да убију кнеза Александра, а новац су добили од Милоша Обреновића и међусобно га поделили. Најпре су намеравали да отрују кнеза, па је Дамњановић у једном апотеци украо отров. Међутим, пошто су променили план, Дамњановић је пронашао убицу. Дамњановић је највише учествовао у извршењу завере, па га је двор сматрао највећим кривцем. Одмах по откривању завере, завереници су ухапшени. Током истражног поступка Дамњановић није признао да су новац добијали од Милоша Обреновића. По хапшењу, завереници су затворени у војну болницу и предати војсци на чување.

## Смрт у Гургусовачој кули
Најпре су били осуђени на смрт, али на интервенцију Порте кнез их је помиловао на тешку робију у Гургусовачкој кули у Књажевцу. Прилико спровођења у Гургусовачку кулу, подерали су им топли одећу, да би се смрзавали. У самој кули према њима су сурово поступали. Миша Анастасијевић је тада пришао опозицији. Крајем марта 1858. Етем-паша је долазио у Београд, а Дамњановић је 14. марта исте године умро у тамници, а међу народном се сматрало да су га отровали. Кнез Александар је након тога под притиском Етем-паше морао да пусти све затворенике, који су учествовали у завери. Миша Анастасијевић се заклео да ће осветити свог зета, па је потрошио 80.000 дуката на збацивање кнеза Александра.